# Davcha (village)
Dabshaa
Davcha (en russe : Давша́, en bouriate : Дабшаа, Dabshaa) est un village aboli du raïon du Nord-Baïkal de Bouriatie, en Russie. Le village est aboli en 2023, il faisait auparavant partie de l'établissement urbain de Nijneangarsk. 

## Géographie
Le village de Davcha se situe en Bouriatie, une république de Russie située en Transbaïkalie, région de Sibérie orientale à l'est du lac Baïkal. Il fait partie du district fédéral extrême-oriental. Davcha se trouve dans le raïon du Nord-Baïkal, un raïon de la république,. Le village est baigné par le lac Baïkal et se trouve à l'embouchure de la rivière éponyme.   
Le fuseau horaire du village est MSK+5 (heure d'Irkoutsk). Le décalage horaire appliqué par rapport au temps universel coordonné est +09:00.  

## Démographie
Recensements (*) et estimations de la population:
| 1991 | 2002* | 2010* | 2021* |
| ---- | ----- | ----- | ----- |
| 114  | 51    | 18    | 6     |

| 2024 | - | - | - |
| ---- | - | - | - |
| 0    | - | - | - |